# Ana Đerek
Ana Đerek (nacida el 4 de septiembre de 1998) es una gimnasta artística croata. Compitió en el Campeonato Mundial de Gimnasia Artística de 2015, celebrado en Glasgow, Reino Unido.

## Río de Janeiro 2016
Đerek clasificó para los Juegos Olímpicos de 2016, celebrados en Río de Janeiro, Brasil, a través de un evento de clasificación celebrado en abril de 2016, terminando 56.º con una puntuación total de 50,974. El 8 de agosto, obtuvo 0,000 en la prueba de salto de caballo (siendo inoportuno su acercamiento hacia la mesa de salto), 11,433 en viga de equilibrio y 13,200 en la prueba de suelo, y no realizó la prueba de barras asimétricas. Como resultado, no logró un rango en la calificación general.